# Anthenea elegans
Anthenea elegans is een zeester uit de familie Oreasteridae.
De wetenschappelijke naam van de soort werd in 1938 gepubliceerd door Hubert Lyman Clark.